# Orakulo
Orakulo é uma banda de pop rock brasiliense, criada em 2002.
ORAKULO é uma banda de pop rock tipicamente brasiliense. Criada em 2002, logo conquistou seu espaço no circuito musical da cidade por tocar um repertório cover das bandas que fizeram sucesso nas décadas de 80 e 90. Além das covers, a banda sempre arranjava espaço para as músicas próprias, sempre pedidas nos shows.
Ao longo dos seus três anos de existência, abriu shows de artistas e bandas importantes no cenário nacional, como Milton Guedes, Ls Jack, Titãs, Skank, Capital Inicial, Jota Quest e Barão Vermelho. A banda também se apresentou em diversos bares, casas de shows, teatros e festivais em Brasília. 
Seu primeiro CD - A PROFECIA foi lançado no mês de setembro de 2002. Todas as letras e músicas são de autoria própria. O disco reúne diversos estilos, conservando uma estética pop, ora romântica, ora politizada, remetendo ao rock Brasiliense dos anos 80. No final de 2003, a banda contabilizou mais de 3000 cópias vendidas deste CD, de maneira totalmente independente, mesmo sem o apelo de qualquer divulgação em massa. Os shows ao vivo eram sua única vitrine. 
Em janeiro de 2003, a banda sai em turnê pelo nordeste do Brasil com a intenção de divulgar o trabalho para um público de turistas vindos de diversas partes do Brasil e do mundo. Em pouco mais de dois meses, foram realizados mais de 60 apresentações, com uma aceitação muito positiva por parte de um público composto por pessoas de todo o Brasil e até de outros países. 
A partir de julho de 2004, a banda idealiza o projeto Músicas para Apartamentos, com formação simplificada e trocando as guitarras pela sonoridade sutil e brilhante dos violões. O repertório visita grandes sucessos do pop nacional e internacional, passando por flashbacks de canções dos anos 80 e 90 e apresentando composições acústicas de autoria de Sanderson Alex. O projeto teve uma aceitação muito grande por parte do público e desde então, tem sido apresentado semanalmente nas noites de Brasília.
No momento, a banda prepara novos projetos: o lançamento do segundo CD e a consolidação do projeto acústico "Músicas para Apartamentos", que vem sendo apresentado desde julho de 2004 em diversas casas e eventos. Está prevista a gravação de um DVD ao vivo do projeto em junho de 2006.

## Integrantes

### Formação atual
- Sanderson Alex - voz e violão
- Marcelo Dal Col - guitarra
- Gabriel Preusse - baixo
- Bárbara Kahena - teclado

### Ex-integrantes
- Arthur Ruhtra - baixo
- Leandro Lefer - guitarra
- Célio Maciel - bateria
- Rafael Baêta - guitarra

## Discografia

### Álbuns
- 2002 - A Profecia

### Demos
- 2004 - Música Para Apartamentos
- 2006 - Entre Ódios e Amores